# Schlichem-Viadukt

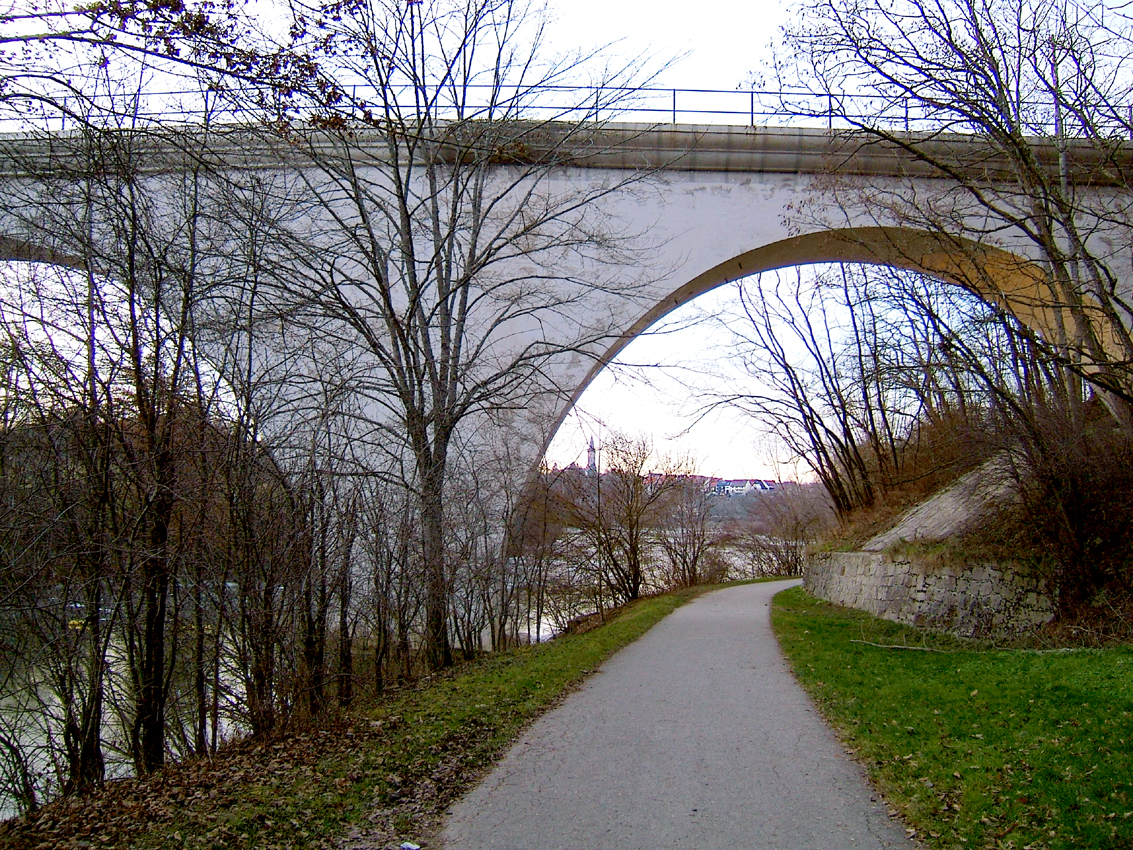
Blick durch die Bögen auf Schömberg

Der Schlichem-Viadukt ist eine das Schlichemtal und die Schlichemtalsperre überspannende Eisenbahnbrücke nahe Schömberg.
Die aus Stahlbeton gefertigte Bogenbrücke wurde durch das Bauunternehmen Wayss & Freytag erbaut und 1909 fertiggestellt. Sie hat eine Gesamtlänge von knapp 83 Metern, eine Höhe von etwa 19 Metern und eine Breite von 5,50 Metern. Die Feldweiten betragen 21-26-21 Meter.
Auftraggeber des Bauwerks waren die Königlich Württembergischen Staats-Eisenbahnen, welche den Viadukt ab 1911 für die Bahnstrecke Balingen–Rottweil nutzten. Heute ist die Brücke eines der markantesten Wahrzeichen des Schlichemtals.